# گورا دراگیچ
گوران دراگیچ (انگلیسی: Goran Dragić؛ زادهٔ ۶ مهٔ ۱۹۸۶) یک بازیکن بسکتبال اهل اسلوونی است.
از باشگاه‌هایی که در آن بازی کرده‌است می‌توان به فینکس سانز و هیوستون راکتس اشاره کرد.